# Марино Гримани
Марино Гримани (на италиански: Marino Grimani) е 89–ти венециански дож от 1595 до смъртта си през 1605 г.

## Биография
Марино Гримани е син на Джироламо Гримани и Доната Писани. Много богат и влиятелен, той прави бърза кариера – назначен е за подест, дълго време е посланик в Рим, получава и рицарско звание.

## Управление
Избран е за дож на 26 април 1595 г. на 62–годишна възраст. Неговото управление остава в историята с две основни събития – пищните тържества, организирани по повод короноването на неговата съпруга Морозина Морозини на 4 май 1597 г. и началото на разприте между Венеция и Папската държава, което при неговия наследник Леонардо Донато довежда до налагането на интердикт (временна забрана за извършване на църковни дейности) от папа Павел V на Венеция в периода 1606–1607 г.
Гримани умира на 25 декември 1605 г.